# Eye in the Sky
Eye in the Sky — шестой студийный альбом английской арт-рок-группы The Alan Parsons Project. Издан в 1982 году. Диск имеет обложку с изображением древнеегипетского символа «Око Гора», который впоследствии стал одним из символов группы и самого Алана Парсонса.

## Концепция альбома и история названия
Идея альбома принадлежит «второму лицу» группы — Эрику Вулфсону. Концепцию же составлял Алан Парсонс. Название альбома — «Всевидящее око» и обложка с Оком Гора наводят на мысли о религиозном подтексте. Отчасти это так, но это далеко не единственный и тем более не главенствующий мотив альбома.
Эрик Вулфсон рассказывал, что идея альбома появилась у него после того, как однажды он трижды в течение одного дня столкнулся с «Всевидящим оком». Началось всё с поездки Вулфсона в Лас-Вегас, где один его друг работал маркетинговым менеджером в отеле и казино «Тропикана». Он показал Вулфсону их систему видеонаблюдения, известную под маркой «Eye in the Sky». Её небольшое изображение присутствует на задней стороне обложки диска. Затем, когда вечером того же дня Эрик смотрел в своём номере новости, он увидел репортаж о спутнике-шпионе под названием «Eye in the Sky» (тоже присутствует на обложке). После блока новостей последовал рассказ о новом метеорологическом вертолёте под названием «Eye in the Sky». «Всевидящее око» оказалось повсюду. По словам Вулфсона, именно после этой истории ему пришло в голову обыграть в новом альбоме идею некоего вездесущего «большого брата» — «I am the Eye in the Sky, looking at you…»

## Альбом с музыкальной точки зрения
Eye in the Sky можно считать классикой стилей арт-рок и прогрессив. При этом набор композиций стилистически достаточно неоднороден — характерные для арт-рока утончённые мелодии и мощные оркестровки перекликаются с элементами классического рока, балладами и даже отголосками фанка. Кроме того, благодаря ряду мелодических оттенков, близких к английской средневековой музыке, местами альбом явно перекликается с предыдущей пластинкой группы, The Turn of a Friendly Card (1980). Все это делает альбом несколько менее «монолитным», нежели тот же The Turn of a Friendly Card, что, впрочем, нисколько не умаляет его музыкальных достоинств.
Альбом начинается с инструментальной композиции «Sirius» — своеобразной «визитной карточки» Парсонса. Начало альбома с инструментального вступления — также своеобразная традиция группы, проявляющаяся, в частности, в альбомах Tales of Mystery and Imagination, I Robot, Pyramid и ряде других. «Sirius» мелодически связана со следующей композицией, «Eye In The Sky», по сути, давшей название альбому — мелодичным произведением с Эриком Вулфсоном в качестве лидирующего вокалиста. Далее следует ряд очень качественных роковых композиций, местами с мощными оркестровками, таких, как «Children of the Moon», «You’re Gonna Get Your Fingers Burned», «Psychobabble» и «Step By Step». Они умело перетасованы с такими композициями, как красивейшая медленная баллада «Gemini» или «Silence And I», великолепная и очень мощная оркестрованная вещь, классика арт-рока, с её неожиданными сменами настроения и прекрасным вокалом Эрика Вулфсона. Также стоит отметить ещё один инструментал альбома, очень известную композицию «Mammagamma», стилистически близкую к «The Gold Bug» в альбоме The Turn of a Friendly Card или «Lucifer» в Eve. Завершается альбом одной из лучших композиций The Alan Parsons Project — «Old and Wise». Это очень сильная и эмоциональная оркестрованная философская баллада с саксофоном Мела Коллинса и вокалом Колина Бланстоуна, тембрально близким к голосу Вулфсона. Эта композиция входит во все компиляции группы, альбомы лучших композиций и репертуары концертов.

## Популярность альбома
Eye in the Sky — один из самых известных и популярных альбомов группы. Считается, что Eye in the Sky — лидер среди альбомов группы по продажам (хотя точных данных нет и есть мнение, что честь «бестселлера» принадлежит следующему альбому, Ammonia Avenue 1984 года). В 1982 году альбом поднялся до 7-го места в чартах Billboard 200 и до 28-го в UK Albums Chart.
Композиция «Eye in the Sky» стала одной из самых популярных вещей группы и взяла третье место в хит-параде Billboard Hot-100.
Инструментал «Sirius» благодаря своему энергичному и величественному звучанию часто использовался различными спортивным клубами. Эта композиция звучала при выходе на поле баскетбольной команды Chicago Bulls и во время представления игроков легендарного немецкого футбольного клуба «Айнтрахт» Франкфурт. Также Sirius использовали клубы Nebraska Cornhuskers, Iowa State Cyclones, члены NFL Detroit Lions и даже — хоть и недолго — клуб Манчестер Сити.

## Eye in the Skyв СССР
Официально пластинка в СССР не издавалась. Однако композиции «Eye in the Sky» и «Old and Wise» (соответственно, «Всевидящее око» и «Старый и мудрый») присутствовали на лицензионной пластинке-компиляции лучших композиций, выпущенной в СССР в 1986 году. Кроме того, композиция «Mammagamma» периодически появлялась в качестве фоновой музыки в ряде научно-популярных передач, например, «Клуб путешественников».

## Список композиций
1. Sirius (1:55)
2. Eye in the Sky (4:36)
3. Children of the Moon (4:51)
4. Gemini (2:10)
5. Silence and I (7:20)
6. You’re Gonna Get Your Fingers Burned (4:22)
7. Psychobabble (4:52)
8. Mammagamma (3:34)
9. Step by Step (3:54)
10. Old and Wise (4:55)

## Eye in the Sky 25th Anniversary Edition
К своему 25-летнему юбилею в 2007 году альбом Eye in the Sky был переиздан. Переиздание осуществлялось под непосредственным руководством Алана Парсонса и Эрика Вулфсона. Новая версия альбома включает полностью отреставрированные оригинальные треки и шесть дополнительных, а именно:
1. Sirius (Demo) (1:53) — ранний набросок Sirius’а, сделанный Парсонсом на своём домашнем оборудовании.
2. Old and Wise (Eric Woolfson guide vocal) (4:31) — ранняя версия композиции с ярко выраженным фортепиано и вокалом Эрика Вулфсона. Колин Бланстоун, спевший Old and Wise в окончательном варианте использовал эту запись как образец для репетиций.
3. Any other day (Studio demo) (1:41) — не вошедшая на диск композиция, перекликающаяся с Silence And I. Вулфсону нравилась за своё несколько театральное звучание.
4. Silence and I (Eric Woolfson early guide vocal) (7:33) — ранняя версия без оркестровой вставки в центре.
5. The Naked Eye (10:48) — подборка студийных экспериментов Парсонса над композициями альбома.
6. Eye Pieces (Classical Naked Eye) (7:51) — тоже подборка экспериментов, но на этот раз с применением оркестровок.

Кроме того, был изменён буклет альбома — добавлена объёмная информация об альбоме от Парсонса и Вулфсона, ряд фотографий и т. п.
В 2019 альбом выиграл награду «Грэмми» в номинации «Лучший альбом с объёмным звучанием».